# 唐山市公安局安康医院
唐山市公安局安康医院隶属于唐山市公安局，位于河北省唐山市路北区文化路北口。该医院是一所安康医院，是对危害社会治安的精神病人依法进行强制医疗的专门机构。
该医院是一所综合性医院。除了精神病人强制医疗外，该医院还为当地居民提供一般医疗服务。此外，该医院还开展交通事故伤情鉴定及治疗、治安伤情鉴定和治疗、监管场所病犯收治、自愿戒毒及强制隔离戒毒、驾驶员体检等工作。该医院还无偿收治过有伤风化、有肇事肇祸危险的呆傻流浪人员。

## 简介
该医院成立于1991年，1993年起开始正式接纳精神病人。在最初的规划中，该医院负责接收河北省北区五个市的精神病人，但由于河北省其他地方的安康医院迟迟未能兴建，故该医院实际承担着河北省全省乃至周边省份的精神病人强制治疗任务。
该医院兴建之处场地狭小，设备简陋。但自2000年以来，该医院获得了长足发展，新建了病房楼、中型手术室，增加了床位，并从国外进口了最先进的CT机和CR机等设备，还新设立了戒毒康复病区。该医院医疗条件的大幅改善使该院一跃成为全国一级安康医院。